# Eardulf von Lindisfarne
Eardulf von Lindisfarne († 899) war von 854 bis 899 ein angelsächsischer Bischof von Lindisfarne.

## Leben
Eardulf erschien in der Geschichtsschreibung erstmals im Jahr 854 mit seiner Ordination zum Bischof. Er kümmerte sich nicht nur um Lindisfarne, sondern auch um die Seelsorge in den abgelegenen Gemeinden.
Das von einem Bürgerkrieg geschwächte Northumbria wurde ab 866 durch dänische Wikinger unterworfen. Zahlreiche Klöster und Kirchen wurden geplündert. Eardulf und Eadred, der Abt von Luel, beschlossen im Jahr 875 Holy Island zu verlassen. Die Mönche betteten den Kopf St. Oswalds und die Knochen St. Aidans zu den sterblichen Überresten des Heiligen St. Cuthbert in einen einfachen Holzsarg. Auch die Reliquien der heiligen Bischöfe Eadberht, Eadfrith und Æthelwald nahmen die Mönche mit. Die Flucht vor den brandschatzenden Wikingern führte sie sieben Jahre lang kreuz und quer durch das Land, doch litt die klösterliche Zucht auch in dieser Zeit keinen Schaden. Der Bischofssitz blieb 7 Jahre vakant.
Eardulf wollte im Jahr 882 mit Abt Eadred und einigen Mönchen die Reliquien nach Irland in Sicherheit bringen. Der Legende nach kam ein Sturm auf, das ins Boot gespülte Wasser verwandelte sich zu Blut und eine Abschrift der Lindisfarne Gospels ging über Bord. Widrige Winde trieben das Boot zurück ans Ufer, was als ein von Cuthbert gesandtes himmlisches Zeichen verstanden wurde. Drei Tage später wurden die Lindisfarne Gospels auf Grund einer Vision unversehrt wiedergefunden.
Abt Geve nahm die Flüchtlinge im Jahr 882 für vier Monate im Kloster Crec auf. Nachdem der christliche Däne Guthfrith I. König von Jorvik geworden war, entspannte sich die Lage, und Eardulf und seine Mönche siedelten in Cuncacestre (Chester-le-Street) und errichteten dort auch den neuen Bischofssitz der Bischöfe von Lindisfarne. Guthfrith I. übertrug dem Bistum das Gebiet zwischen Wear und Tyne und erkannte ein 37-tägiges Kirchenasyl an.
Einige Zeit später, so berichtet die Legende, plünderten Schotten das Kloster Lindisfarne. St. Cuthbert soll bewirkt haben, dass das ganze feindliche Heer in einer Erdspalte versank.
Im Jahr 899 starb Eardulf hochbetagt nach 46 Amtsjahren.